# Jonathan Goodwin (utbrytarkonstnär)
Jonathan Goodwin, född den 20 februari 1980, är en walesisk utbrytarkonstnär. Han började sin karriär genom framträdanden på Channel 4-programmet Dirty Tricks och har därefter gjort uppträdanden för The Seven Stupidest Things to Escape From och Deathwish Live samt Discovery Channel-programmen One Way Out och How Not to Become Sharkbait.